# Smiling Fish 1998
Der Smiling Fish 1998 (auch Thailand Satellite 1998) im Badminton fanden vom 1. bis zum 6. Mai 1998 in Trang statt.

## Sieger und Platzierte
| Disziplin    | Gold                                    | Silber                                    | Bronze                                      |
| ------------ | --------------------------------------- | ----------------------------------------- | ------------------------------------------- |
| Herreneinzel | Anupap Thiraratsakul                    | Chen Huang                                | Natapol Sarawan                             |
| Herreneinzel | Anupap Thiraratsakul                    | Chen Huang                                | Krid Chuaynarong                            |
| Dameneinzel  | Hui Li                                  | Liang Liyi                                | Thitikan Duangsiri                          |
| Dameneinzel  | Hui Li                                  | Liang Liyi                                | Natsaran Boonvorametee                      |
| Herrendoppel | Kitipon Kitikul Tesana Panvisavas       | He Zhenjie Zeng Chuiliang                 | Patrick Lau Kim Pong Tan Sian Peng          |
| Herrendoppel | Kitipon Kitikul Tesana Panvisavas       | He Zhenjie Zeng Chuiliang                 | Liang Qingyi Liang Yongping                 |
| Damendoppel  | Lina Kong Hui Li                        | Natsaran Boonvorametee Thitikan Duangsiri | Methinee Narawirawuth Saralee Thungthongkam |
| Damendoppel  | Lina Kong Hui Li                        | Natsaran Boonvorametee Thitikan Duangsiri | Ticha Boonyarak Sujitra Ekmongkolpaisarn    |
| Mixed        | Tesana Panvisavas Saralee Thungthongkam | Chen Tao Liang Liyi                       | Liang Yongping Lina Kong                    |
| Mixed        | Tesana Panvisavas Saralee Thungthongkam | Chen Tao Liang Liyi                       | Kitipon Kitikul Methinee Narawirawuth       |